# 拘留孫佛

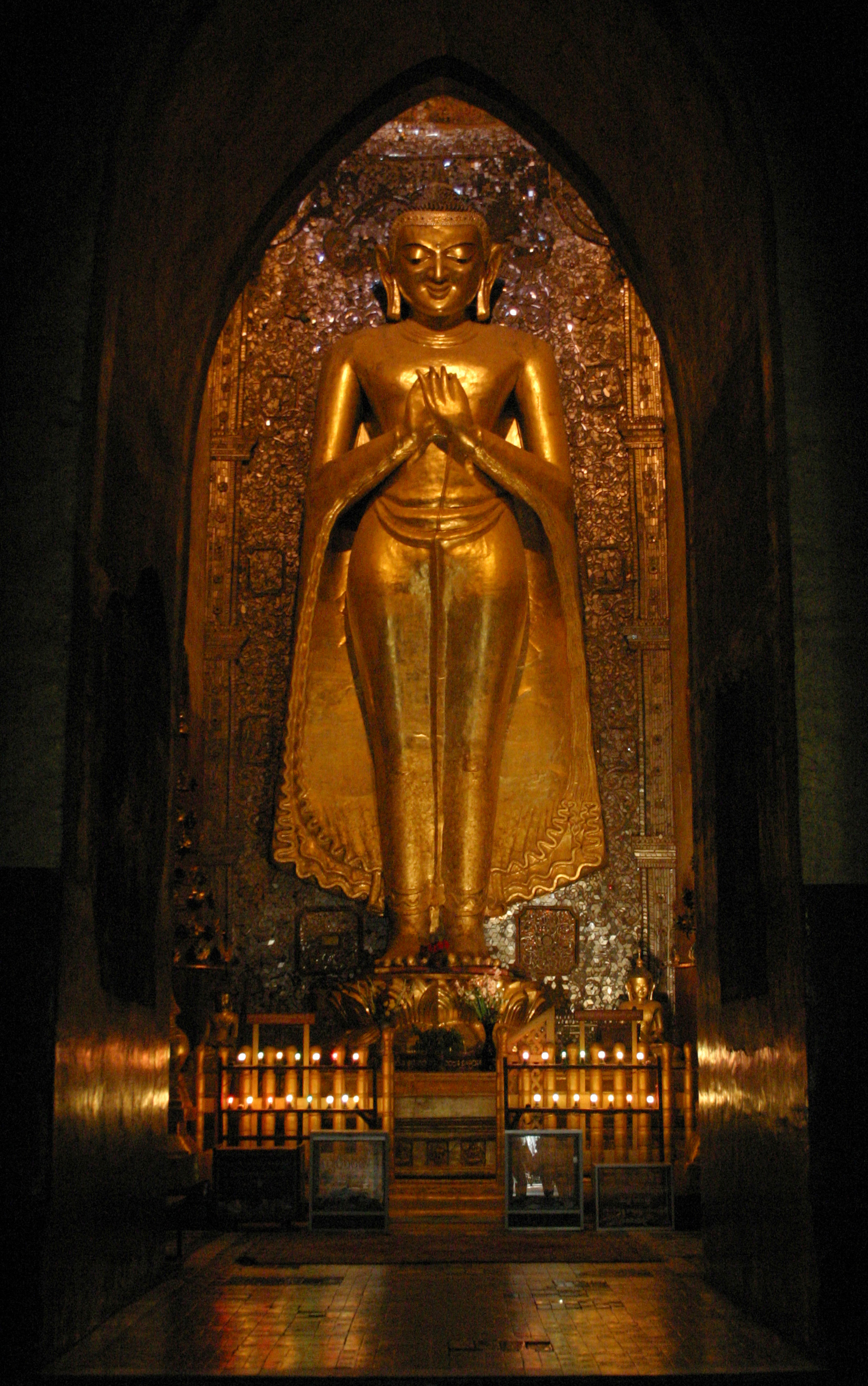
蒲甘阿難陀寺拘留孫佛像

拘留孫佛（梵語：Krakucchanda；巴利：Kakusandha），為佛教過去七佛的第四位、現在賢劫千佛之第一位，又作懼留孫佛、鳩樓孫佛、拘留秦、迦羅鳩餐陀等，意譯為所應斷已斷佛、滅累佛、成就美妙佛。
拘留孫佛在賢劫中人壽四萬歲時出現於世，姓迦葉，出生於婆羅門家庭，其父名祀得（或做禮得），母名善枝，子名上勝。當時的國王名為安和，王城名安和城。此佛於尸利沙樹下得成佛，曾有一會說法，度化弟子四萬，上首弟子有薩尼、毗樓等，執事弟子名善覺。壽命十四小劫。
在《觀佛三昧海經》卷十《念七佛品》中說：“拘留孫佛亦放光明住行者前，其佛身長二十五由旬，圓光三十二旬，通身光五十旬，相好具足如紫金山。見此佛者，常生淨國，不處胞胎，臨命終時，諸佛世尊必來迎接。”
《地藏菩薩本願經‧稱佛名號品第九》：“又於過去有佛出世，號拘留孫佛。若有男子、女人，聞是佛名，志心瞻禮或復讚歎，是人與賢劫千佛會中，為大梵王，得授上記。”
據《高僧法顯傳》記載，在舍衛城東南十二由旬的那毗伽邑，有拘樓孫佛出生之處、父子相見處，兩處皆立有佛塔。
《宗鏡錄》、《景德傳燈錄》等典籍記載其傳法偈頌為：
見身無實是佛見，
了心如幻是佛了，
了得身心本性空，
斯人與佛何殊別。

## 註解
1. ↑  《佛學大辭典》記載為賢劫中第九減劫人壽六萬歲時出世。[1]
2. ↑  《景德傳燈錄卷一‧敘七佛》記載前兩句為「見身無實是佛身，了心如幻是佛幻。」